# Positively Somewhere
Positively Somewhere – drugi album amerykańskiej wokalistki muzyki pop Jennifer Paige, wydany 18 września 2001 roku przez wytwórnię Hollywood Records.

## Spis utworów
1. "These Days"
2. "Here With Me"
3. "Stranded"
4. "Make Me"
5. "Way of the World"
6. "Not This Time"
7. "You Get Through"
8. "Feel So Far Away"
9. "The Edge"
10. "Tell Me When"
11. "Stay The Night"
12. "Vapor"